# بانگرین
بانگرین شهری در شهرستان سابسه در استان بام در بورکینافاسوی شمالی است و جمعیت آن ۹۶۵ نفر است.